# Terence Fisher
Terence Fisher (Maida Vale, Londres, 23 de febrero de 1904 - Londres, 18 de junio de 1980) fue un director de cine británico que trabajó para la Hammer Productions, autor de obras maestras del género como Drácula (1958) o Frankenstein Must Be Destroyed (1969).

## Biografía
Fisher fue uno de los más influyentes directores de terror de la segunda mitad del siglo XX. En sus filmes se planteaba un terror explícito que, si bien hoy está buenamente asumido, no tenía precedente en su momento. Fue el primero en realizar películas de terror en Technicolor.
Su primera gran película de terror fue La maldición de Frankenstein (1957), la cual catapultó las carreras de las estrellas inglesas Peter Cushing y Christopher Lee.
Realizó un gran número de adaptaciones de personajes de terror clásicos, como Drácula (1958), El sabueso de los Baskerville (1959) y La momia (1959). 
Sus películas se caracterizan por una mezcla de fantasía, mito y sexualidad. Suele plantear un héroe que vence el poder de la oscuridad con una combinación de fe en Dios y razón, en contraste con el resto de personajes que se mueven por supersticiones o por el más frío racionalismo. A menudo se le ha estigmatizado como un "simple" director de serie B, sólo recientemente se le ha reconocido su merecido valor autoral.

## Filmografía principal
- Blood Orange (1953)
- La maldición de Frankenstein (1957)
- Drácula (1958)
- La momia (1959)
- El sabueso de los Baskerville (1959)
- La maldición del hombre lobo (1960)
- Las novias de Drácula (1960)
- El fantasma de la ópera (1962)
- El castillo de la Gorgona (1964)
- Dracula: Prince of Darkness (1966)
- The Devil Rides Out (1968)
- Frankenstein Must Be Destroyed (1969)